# Сосновка (Талицкий муниципальный округ)
Сосновка — посёлок в Талицком городском округе Свердловской области. Ранее входил в состав Пионерского сельсовета Талицкого района.

## География
Сосновка находится в юго-восточной части области, на расстоянии 12 километров к северу от города Талицы, на левом берегу реки Сугатки (левого притока реки Пышмы).
Абсолютная высота — 118 метров над уровнем моря.

## Население
| 2002 | 2010 | 2021 |
| ---- | ---- | ---- |
| 269  | ↘223 | ↘163 |

Согласно результатам переписи 2002 года, в национальной структуре населения русские составляли 87 % из 269 человек.

## Улицы
Уличная сеть посёлка состоит из 6 улиц.